# Antoelson Dornelles
Antoelson Benedito Dornelles da Silva Bruno (Cuiabá, 24 de maio de 1986) é um ciclista brasileiro que competiu por último pela equipe São Francisco Saúde - Ribeirão Preto, em 2015. Sua especialidade é passista, mas se defende bem em montanha e no contra-relógio.
Em 2012, obteve a 3ª colocação na classificação geral da Volta Ciclística de São Paulo, onde ainda foi o 3º lugar na etapa 2 e 4º lugar na etapa 7, a principal de montanha da prova.
É o vencedor da edição 2012 e 2015 dos 100 km de Brasília.
Em 2014, representou a seleção brasileira no Pan-Americano de Ciclismo. Ao longo do ano, conquistou 6 vitórias em provas válidas pelo calendário nacional, além de duas vitórias de etapa na Volta do Rio Grande do Sul e uma vitória de etapa na Volta Ciclística do Pará. Com isso, obteve a primeira colocação no Ranking Brasileiro de Ciclismo de Estrada de 2014.

## Principais resultados
2011
6° - Prova Australiana dos Jogos Abertos de Mogi das Cruzes
1º - Jogos Regionais de Taquaritinga
2012
1º - Jogos Regionais de Bebedouro
1º - Etapa 1 da Volta de Pernambuco
3º - Classificação Geral do Giro Memorial a Tribuna
3º - Etapa 1
3º - Classificação Geral da Volta Ciclística de São Paulo
3º - Etapa 2
1º - 100km de Brasília
3º - GP Genival dos Santos
10º - Ranking Brasileiro de Ciclismo de Estrada
2013
2º - Desafio Tour do Rio
3º - Etapa 4 do Tour do Rio
2º - Classificação Geral da Volta Ciclística de Roraima
2º - Etapas 1 e 2
3º - 100km de Brasília
10º - Ranking Brasileiro de Ciclismo de Estrada
2014
1º - Prova TV Atalaia de Ciclismo
1º - Copa Rio de Janeiro
Volta do Rio Grande do Sul
1º  Classificação por pontos
1º - Etapas 4 e 5
1º - GP Governador Dante de Oliveira de Ciclismo
1º - Etapa 3 da Volta Ciclística do Pará
1º - GP Cidade Morena
1º - Classificação Geral da Volta Ciclística de Roraima
1º - Tour Mato Grosso de Ciclismo
1º - Ranking Brasileiro de Ciclismo de Estrada
2015
1º - Etapa 5 da Volta do Rio Grande do Sul
4º - Classificação Geral da Volta Ciclística de Roraima
1º - Etapa 2
1º - 100km de Brasília